# Liercourt
Liercourt – miejscowość i gmina we Francji, w regionie Hauts-de-France, w departamencie Somma.
Według danych na rok 2011 gminę zamieszkiwało 346 osób, a gęstość zaludnienia wynosiła 63 osoby/km² (wśród 2293 gmin Pikardii Liercourt plasuje się na 710. miejscu pod względem liczby ludności, natomiast pod względem powierzchni na miejscu 821.).